# 雪鬼屋溫泉記
《雪鬼屋温泉記》為Softhouse Chara於2011年6月24日發售的温泉旅館经营模拟類型日本成人遊戲，為該公司第17款作品。

## 故事
主人公湯佐佐吉因為祖父母逝世，而接下了經營溫泉旅館的擔子。並且接受了遺囑「如果在三年內可以把這間旅館經營下，去就可以獲得遺產。」的挑戰。
溫泉旅館所在的地方是主人公居住已久的村子，與村子有關的事物都算有些熟識，而旅館的廚師長是自己的好友，再加上實力深不見底的老闆娘，對主角來說這個普通的旅館，雖然會占掉自己大部分追女孩的時間，可以說是輕鬆勝任。但是這個看起來普通的旅館一點都不如表面般，實際上問題堆積如山，讓人傷透腦筋的內部建築安排，與經常挑起事端的食客與房客，客源與村子的成長相依，突然出現未婚妻，變化劇烈的天氣、不請自來的非人類客人，隨著旅館擴張所成長的龐大經營費用，成為這三年中主人公將要面對的難題...

## 登場角色
猫ノ宮秋風（聲優：海原艾利娜）
雪鬼屋老闆娘，輔佐主人公佐吉經營旅館，對於旅館的店員展現嚴格的態度，實際上舵這間旅館有著很高的期待。
茜扇弓音（聲優：櫻川未央）
出生於雪鬼屋所在村莊的顯貴人家，為主人公的未婚妻，被主人公稱為弓音姐。在學生時代時，熟稔文武，抑止了旅館不時發生的犯罪事件。
黒槍七美（聲優：星咲伊里亞）
與弓音一樣出生於雪鬼屋所在村莊的顯貴人家，主人公小時候的同學。從海外回國後，長期居住在旅館中。
緋川杏（聲優：桃也南）
主人公小時候的學妹，對於主人公懷抱憧憬。
白野三日月（聲優：あおいひかる）
住在雪鬼屋附近的的非人類女孩，與雪鬼屋敵對。有三個同族的姐妹。

## 主題曲
小倉結衣、ひうらまさこ所唱片頭曲「あの星よりも高く」是由負責作詞，負責作曲和編曲。

## 外部連結
- Softhouse Chara（日語）
- 遊戲官方網站Softhouse Chara（日語）